# 風の武士
『風の武士』（かぜのぶし）は、司馬遼太郎による日本の伝奇小説。幕末を舞台に、紀伊国の山中にあるという謎の隠れ里「安羅井国」（やすらいこく）を巡って繰り広げられる冒険活劇。
1960年（昭和35年）3月から1961年（昭和36年）2月にかけ『週刊サンケイ』で連載された。

## あらすじ
浅草の貧乏御家人の家に生まれた柘植信吾は退屈な毎日を過ごしていた。次男坊であるため家を継ぐこともできず、女道楽が災いして養子の口も断られてしまい、二十四にもなりながら兄の厄介になり鬱々とした日々を送っていた。取り得といえば伊賀同心の末裔の家に生まれたために幼い頃から亡父に仕込まれた剣技の腕のみ。血の沸き立たつような刺激を求める若さはもてあますほどに持っていたものの、さりとて部屋住みの境遇でそのような出来事に巡り会えるはずもなく、できることといえば恋人のお勢以の料理屋で酒を呑むことくらいのものであった。
しかし、代稽古を頼まれ出入りしていた町道場・練心館で起こった殺人事件をきっかけに信吾の運命は一変する。事件を契機として、信吾は道場の主・平間退耕斎が信吾と先祖を同じくする伊賀忍者であり、紀州熊野にあるという幻の国・安羅井国から重大な密命を帯びて場末の道場の主として江戸で潜伏していたことを知る。熊野の山中深くにあるという安羅井国は千年来人しれぬ秘境であり、国人二百人にも満たない小国だがそこには莫大な金銀が蔵され、古くから熊野山中を遊行する修験者などの間で取り沙汰されていた。が、十五年ほど前からその存在に気づいた紀州藩が極秘裏に探索を始め、紀州藩の手が伸びることを恐れた安羅井国は退耕斎を通じて幕府に庇護を願い出ようとしていたのだった。だが幕府は財政難の折からこれを天領に収めることを決め、退耕斎の道場に出入りしていた信吾に目をつけ、安羅井国の所在を探索する命を下す。しかしその矢先に退耕斎が紀州隠密の一団に殺害され、安羅井国への道のりが記された絵草紙『丹生津姫草子』が奪われ、同時に信吾が密かに想いを寄せていた退耕斎の娘・ちのも拐われた。信吾はたまたま退耕斎を訪ねてきた安羅井人と共に、安羅井国の重要人物であるというちのを追いかける旅に出ることとなる。
ちのを乗せた籠を担ぎ、紀州隠密達は江戸を出た。信吾は安羅井人と共にそれを追い、東海道を西へ向かう。退耕斎を殺害しちのの誘拐を手引きしたのは、信吾と同様に代稽古として錬心舘に出入りしていた浪人・高力伝次郎だった。高力は手練の使い手であり、その剣技は信吾の腕に拮抗する程のものである。さらに隠密の一行は道中を進むに連れ警護の剣士を増やしてゆき、容易に手を出せない人数を揃えていった。後を追うこちらといえば信吾と安羅井人のみで、安羅井人は剣は使えない。信吾と同様幕命を受け、別行動を取って一行を追跡する「猫」と名乗る公儀隠密もいたが、この男は束縛を嫌い幕命に従順でない信吾の実質的な監視役であり、あるいは用済みとなれば信吾を始末しようと窺っているやもしれず、とても心を許せる味方ではなかった。とはいえ、安羅井人は剣は使えなかったが、幾度となく異能をもって信吾の危難を救ってくれた。夜目が利き、見たこともないような奇怪な道具を持っていたりもする。果ては幻術までをも使い、まだ見ぬ安羅井国の夢を信吾に見せたりもした。大柄で顔の彫りが深く鼻の大きいその不思議な面相を見ているうちに、信吾は『丹生津姫草子』で丹生津姫の周りを天狗が護衛する絵を思い出し、安羅井国とは天狗が住む国なのではないかと埒もないことを想像したりもした。また、絵草紙に描かれた丹生津姫の顔がちのに酷似していることも不可解に思った。
やがて猫からの情報により、紀州隠密の一行がまっすぐ紀州へ向かわず大坂へ迂回しようとしていることがわかる。大坂には紀州藩大坂蔵元である豪商・紀州屋徳兵衛の屋敷があり、猫は紀州隠密達の黒幕であろうこの男を暗殺するよう信吾に指示を出す。隠密一行を追い越して大坂へ入った信吾は、そこでひょんなことから紀州隠密の首領である早川夷軒と懇意になる。信吾の竹を割ったような裏表のない人柄に好意をもった夷軒は、国人を皆殺しにして安羅井国を奪おうと考える紀州藩の非道な野心を打ち明け、信吾の手でそれを阻止してほしいと願う。しかし夷軒が安羅井人を救おうとする理由は非道な野心を好まないことのみではなかった。日本人には唐人とも韓人とも似ていながら、それとは微妙に違った顔の持ち主がいる。かつて蘭学を修めた夷軒は、天狗に似た奇妙な人間が多くいるという安羅井国には日本民族の起源に係る重要な謎があると考え、学術的関心を抱いていたのだった。やがて隠密一行が大坂に着き、夷軒の手引きにより信吾は囚われのちのを取り戻すことに成功する。しかしそのような中、信吾を見限った猫が安羅井人を連れ出して熊野へと向かい、そのことを察知した高力伝次郎ら紀州隠密も密かに後をつけて熊野へ旅立った。夷軒から奪われた『丹生津姫草子』を受け取った信吾は、絵草紙があれば道のりが解るかもしれないと言うちのを伴い、その後を追う。
いよいよ熊野山中に足を踏み入れた信吾は、山道を進みながら絵草紙を繰り返し見るうちに、丹生津姫に酷似するちのが安羅井国の王の家系の出であることに確信を持つ。紀州の山岳地帯を中心に信仰される丹生津姫こそが上代において熊野の山中を切り開いて安羅井国を作った祖であり、安羅井人達は代々この女神の後裔をもって支配者としてきた。ちのこそがその末裔であり、彼らの女王となるべき存在なのである。用済みと考えて襲いかかってきた猫を返り討ちにした信吾はいよいよ安羅井国を目前とするものの、高力伝次郎の一行に再びちのを拐われてしまう。安羅井人をも捕らえていた高力一行を見つけた信吾は配下の隠密を斬り捨てるものの、しかし高力を仕留めることはかなわず闇夜に紛れて逃亡する。乱戦の渦中で逃げることに成功したちのと安羅井人の後を追った信吾は一足遅れて来た夷軒と巡り合い、ちのの残してくれた目印を頼りに山を登った。もはやまともな道はなく、草木を薙ぎ洞穴を通り抜け、まるで異界に足を踏み入れるような思いで歩みを進めた信吾は、艱難辛苦の道のりの果てについに安羅井国に辿り着く。
安羅井国に足を踏み入れた信吾を待っていたのは、建物の造りも人々の風体もさながら古代のままの異景だった。すべてが珍奇で異風な習俗に迎えられた信吾達は国人から美膳美酒を振舞われて歓待されるものの、屈強な壮士に護衛された屋敷に閉じ込められ、いわば体よく監禁されてしまった。やがてちのの手引によって屋敷から抜けだした信吾は、高力伝次郎が安羅井国の人間であるという隠されていた秘事を知る。退耕斎に近づいたのも安羅井国の道のりを探ろうとしたのではなくちのが目的であり、高力はちのを娶ることで自身が安羅井国の王になろうと考えていたのだった。高力はすでにこの国に入っており、そして現在長老連を口説き、外来者の信吾達を殺させようとしているということだった。気がつけば周囲は壮士達に取り囲まれており、その中心には高力がいた。評定はすでに決し、夷軒は高力によって始末されたらしく、その刀の切先がいま信吾にも向けられた。長い道中の中で数度の対決を経てきたが、いよいよ雌雄を決する時が到来した。しかし信吾に対するちのの愛情が高力に僅かな隙を作らせ、信吾はそれを逃さずすかさず刀を振るった。渾身の一閃を受けた高力は絶命し、生死を賭した瞬間を乗り越えた信吾は、緊張の糸が切れたようにその場で意識を失った。
信吾が昏倒から目を醒ました時、安羅井国は霧散するようにその姿を消していた。建物はすべて灰になり、国人達は一人残らず掻き消えていた。ちのもいなかった。夢から醒めたような思いで山を降りた信吾を待っていたのは、一年もの時間が流れ様相が一変した世界だった。信吾が安羅井国にいた間に幕府は政権を失い、戦が始まるという噂が世間を騒然とさせていた。まるで浦島太郎にでもなったような気分で江戸へ戻った信吾は、お勢以を相手に酒を呑みながら夢の世界で過ごしたような安羅井国での出来事を語って聞かせた。夷軒が死ぬ前に語った見立てでは、安羅井人とははるか古代に西洋を追われた「ゆだや人」という種族であり、千里の波濤を超えて上代の日本に渡ってきた者達の子孫かもしれないということだった。国を失くして流浪した「ゆだや人」たちは様々な国に仮寓し、彼らのみが知る隠し国を開いた。安羅井国もその一つだったのだろうが、今度のことでその存在が露見したため、再びいずこかへ姿を隠したのだろう。夷軒の説の真偽は信吾にはわからない。また、彼らが再び国を捨ててどこへ行ったのかもわからない。信吾が思い当たることは、昏倒から目覚める前に夢の中で見た、海で船に乗った国人達が沖へ漕ぎだした後に夜空で輝く月に向かって昇ってゆく情景だった。お伽噺のかぐや姫のようなその夢は、かつて旅の道中であの安羅井人が見せてくれた幻術だったのかもしれない。消えたちのを思い偲ぶ信吾は、その名を口にするたびにたしかに共に時を過ごしたという実感が薄れてゆき、彼女の姿が静かに胸の内から遠ざかってゆくよう感じながら酒を進めた。

## 主な登場人物
柘植信吾
本作の主人公。二十四歳。兄夫婦の厄介になっていたが、町道場・錬心舘に代稽古として出入りしていたことをきっかけに、若年寄の松平豊前守により公儀隠密に任命され、安羅井国を巡る幕府と紀州藩の暗闘に巻き込まれることとなる。
自身の侠気を刺激する、血の燃えるような出来事に乗り出すことこそ男の生きる道と考え、己の信条としている。冒険心を刺激するものがあればどのような危険があろうとも足を踏み入れずにはいられない性格。風のごとく機敏で行動力があるものの、短慮で軽率な所が多く思考よりも体が先に動いてしまうきらいがあり、この癖が災いして無用の災難を招き寄せてしまうことも少なくない。他者に束縛されることを嫌い借りを作ることを好まず、幕府から公儀隠密としての命を受けた後も幕府の言いなりになることを拒絶し、下賜された支度金にも手をつけようとしなかった。
伊賀同心の家に生まれたため、幼い頃から仕込まれた家伝として伝わる伊賀の刀術の他、斎藤伝鬼を祖とする天流を身につけている。短慮で知恵は足りないが、剣技は余人の及ばぬ程の腕を持っている。
お勢以
信吾の恋人。信吾とは幼なじみで亡き父の遺してくれた料理屋『露月』を切り盛りしている。
少々気分屋で子供っぽいところがある信吾の身を常に案じている。信吾とは体のつながりもあるが、束縛を嫌い自身との間にあくまでも一線を引き続ける信吾をもどかしく思っている。
平間退耕斎
町道場・練心館の道場主。その本姓は「柘植」であり信吾と祖先を同じくする伊賀忍者で、安羅井国からの依頼を受けて幕府の庇護を願い出るべく、十五年もの時間をかけて折衝を重ねていた。
徳川家に仕えた伊賀同心の祖・服部半蔵を軽蔑するなど、己の技のみに仕えて他人の足下には下らぬという忍びの美学を信条としている。しかし信吾の亡父とは懇意で、信吾は知らなかったが幼い頃の信吾の太刀筋を見てその剣技の才を認め、長じて後自身の力になってくれるよう期待し、代稽古を頼んだのもそれが縁でのことだった。
ちの
信吾が密かに想いを寄せていた退耕斎の娘。十九歳。実際は退耕斎の実子ではなく丹生津姫を祖に持つ安羅井国の支配者の家系の出で、生き別れの姉が死んだことにより俄に安羅井国の女王となるべく宿命づけられ、幕府と紀州藩の争いに引きずり込まれる。
信吾に接する態度は冷たかったが、武家娘として躾けられた慎み深さによるものであり、実際は信吾の無作法だが朴訥な人柄に好意を持っていた。が、慎ましくあろうとする反面、そうした堅苦しさを嫌う一面も持っており、折にふれて発作的に大胆な行動に出ることもある。熊野へ向かう道中信吾を相手に操を無くした後は人変わりしたように性格が変わり、下世話な冗談を言ったり笑顔まで艶やかになった。
高力伝次郎
信吾と同じく練心館で代稽古を務めていた三十年配の浪人。紀州藩の回し者であり、安羅井国の秘密を探るために道場に入り込み、秘事を打ち明けられるまでに退耕斎の信頼を得ていた。退耕斎を殺害し、ちのを拐う手引をした張本人。色白の優男だが、剣の腕は信吾が「万人に一人」と認めるほどの腕前。
実際は安羅井国の出身であり、早くに母を亡くしたために安羅井国を出、紀州屋徳兵衛の妾をしていた叔母の縁で徳兵衛の下で養育され、長じて身につけた剣術の腕を見込まれてその私兵となった。安羅井国が幕府へ庇護を願い出ようとしていることを知った徳兵衛により退耕斎の下に送り込まれるが、しかし当人は内情を探るのが目的ではなくちのが目的であり、ちのを娶ることで安羅井国の王になろうという野望を抱いていた。
安羅井人
退耕斎との連絡のために安羅井国から使わされてきた男。本名は不明。錬心舘を訪ねた際に退耕斎の死に出くわし、拐われたちのを追うために信吾とともに旅に出ることとなる。
肌は赤く日に灼けており普通の日本人に比べてさほどの異相というわけではないが、大柄で鼻が大きくどことなく西洋人に似ている。挙措動作が間延びした印象で一見愚鈍に見え、寡黙で何を考えているのかつかみどころがない。
猫
信吾と同様、松平豊前守より安羅井国の探索を命じられた公儀隠密。実際は信吾の監視役も兼ねており、蓑売りに化けるなどして信吾の後を付け回し、常にその行動に目を光らせている。将軍直属の公儀御庭番であり、隠密としての能力は尋常なものではない。姿を現す時は物音も立てずに信吾のそばに立ち、消える際にはさながら蒸発するようにいなくなる。剣技も信吾が舌を巻くほどの技量の持ち主。
束縛を嫌い幕命に何かと従順でない態度をとる信吾を常に危険視していた。熊野に登り、安羅井国を目前にした時点でもはや用済みと判断して信吾を処分しようとするが、逆に返り討ちにあって死亡する。
お弓
公儀隠密の女。猫の妹であり、兄同様幕命を受けて信吾の監視役を務める。年齢二十四、五の芸妓のような出で立ちの女で、妖艶な容姿の持ち主。信吾を色仕掛けで籠絡しようとして、何かにつけてしなだれかかって誘惑しようとする。
紀州屋徳兵衛
紀州藩大坂蔵元を務める豪商。大坂でも有数の豪商で、紀州藩のみならず多くの諸侯に大名貸しをしている。そのため大名といえども頭が上がらず、並の大名を凌ぐ力を持っている。
安羅井国の存在を聞きつけ、最初に紀州藩の耳に入れた人物。利益を折半にするという約束で紀州藩の力を使い、安羅井国を征服してそこに蔵される金銀を手中に収めようとする。自らの目的のためには人を虫けらのように殺すことも厭わない冷酷な男。
早川夷軒
紀州隠密を束ねる首領。年は四十五、六。元紀州藩の大坂留守居役で、現在は隠居の身だが紀州屋とのつながりがあるため、紀州藩から紀州隠密の首領に任命された。
五尺にも満たない小男だがその身のこなしは尋常ではなく、信吾でもわずかな隙を窺うことすらできなかった。透き通るような爽やかな心映えの持ち主で人を惹きつける不思議な魅力があり、敵方の首領でありながら信吾もその人柄に魅了された。夷軒の方でも馬鹿正直なくらいに胸中を隠さず自身に接する信吾に感じ入り、安羅井人を根絶やしにして国を奪おうとする紀州藩の企みを明かし、邪な野望を阻止してくれるよう頼んだ。
亡き緒方洪庵から蘭学を学んだこともあるため、医学への造詣も深い。日本人の種としての秘密が安羅井人にあると考え、学術的好奇心から自身も一足遅れて熊野へ足を運んで信吾と合流し、共に安羅井国へ辿り着いた。安羅井人の起源が古代ユダヤ人にあるという仮説を立てるが、高力伝次郎に殺害される。

## 映像作品

### 映画
1964年（昭和39年）1月15日に公開。東映製作・配給。カラー、シネマスコープ（2.35:1）、95分。主演：大川橋蔵。主人公の名前が柘植信吾から「名張信蔵」に変更されている。また、名無しの安羅井人の男の登場も省略されている。

#### キャスト
順は本作冒頭タイトルバックおよび国立映画アーカイブに基づく。
- 名張信蔵：大川橋蔵
- ちの：桜町弘子
- お勢以：久保菜穂子
- 律（与六の妻）：野際陽子
- お弓：中原早苗
- 猫：南原宏治
- 平間退耕斎：宮口精二
- 早川夷軒：原健策
- 名張与六（信蔵の兄）：北村和夫
- 水野和泉守：西村晃
- 紀州隠密：沢村宗之助
- 安羅井の長老：汐見洋
- 紀州屋徳兵衛：進藤英太郎
- 高力伝次郎：大木実

#### スタッフ
監督以外の順および職掌は本作冒頭タイトルバックおよび国立映画アーカイブに基づく。
- 監督：加藤泰
- 企画：中村有隣、松平乗道
- 原作：司馬遼太郎（講談社刊）
- 脚本：野上龍雄
- 撮影：松井鴻
- 照明：田中憲次
- 録音：東城絹児郎
- 美術：川島泰三
- 音楽：木下忠司
- 編集：河合勝巳
- 助監督：本田達男
- 記録：佐久間淑子
- 装置：温井弘司
- 装飾：星益雄
- 美粧：林政信
- 結髪：妹尾茂子
- 衣裳：岩逧保
- 擬斗：谷俊夫
- 進行主任：青山湯藏